# 八德公園

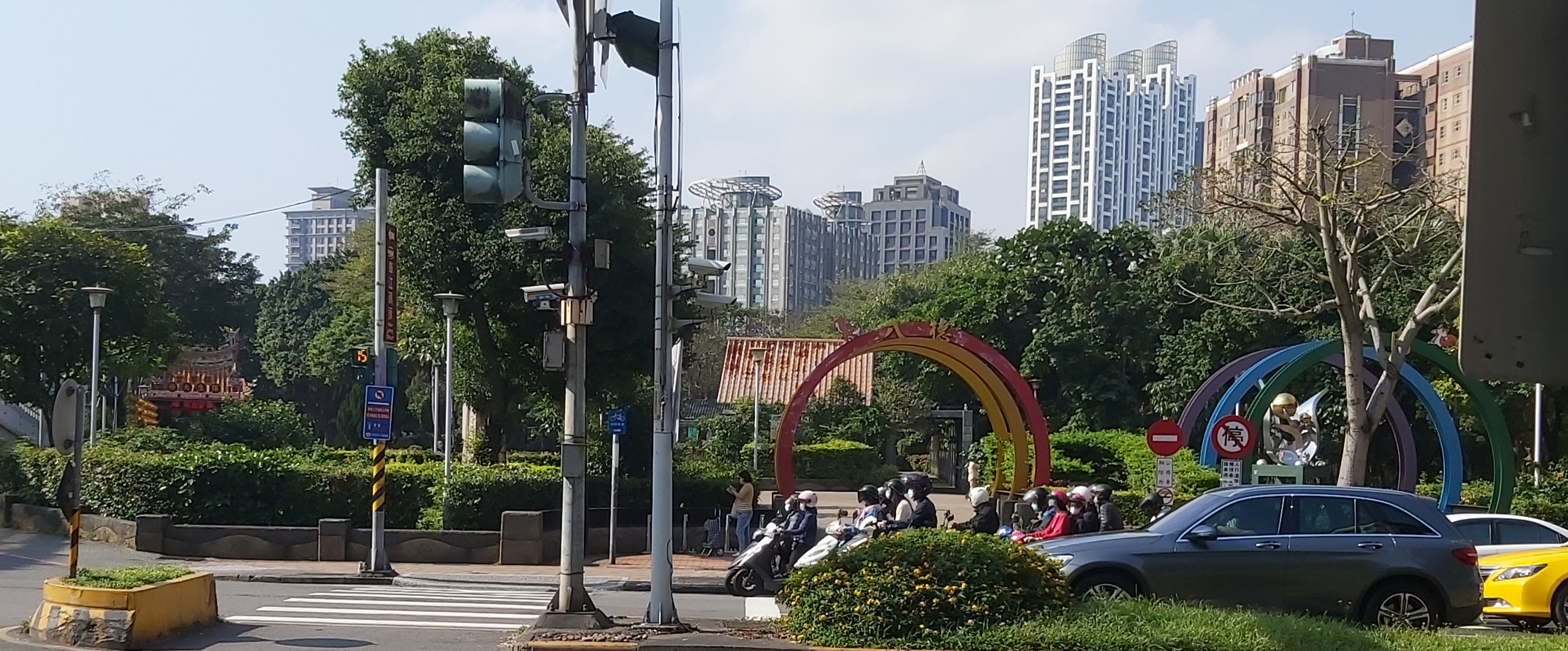
板橋八德公園，攝於2023年1月。

八德公園，位於新北市板橋區萬板路與雙十路二段的交叉口，是板橋區忠翠里一座同時具備休閒與運動功能的都會公園。公園占地總面積約3萬平方公尺，坐擁大片綠地和樹木植栽，於1995年開闢完成。公園比鄰莒光國小學區以及莒光路住宅區，園內目前設置有2座戶外全場式籃球場和總長0.6公里約1,000步的環園步道，使用率甚高。

## 整建
2018年，新北市板橋區公所為營造八德公園之主題特色，特打造了一座以松鼠為主題的友善公園，同時運用民政局補助之經費辦理公園主題公廁改善及園區綠美化工程，進行公廁污水納管以大幅降低廁所內部惡臭氣味並加以整修增加無障礙親子設備，更全面提升園區導引指標系統，使公園整體環境煥然一新。
2020年，始興建新北市首座「天幕籃球場」，於原公園籃球場上方新建天幕，預定於隔年竣工啟用。天幕之設計概念採以雙向斜屋頂鋼板，其乾淨俐落造型可達遮風避雨之效，以使球友能享用全天候使用的籃球運動場所，提升在地運動風氣。

## 設施[6]
- 保華宮[7]
- 公園精神指標
- 公園管理室
- 涼亭
- 環園步道
- PU跑道
- 籃球場
- 網球場
- 盪鞦韆
- 體健設施區
- 體適能區
- 兒童遊戲遊具區
- 休閒座椅區
- 公共廁所
  - 男廁、女廁
  - 無障礙廁所

## 交通資訊
- 搭乘臺北捷運至捷運江子翠站步行至公園約15分鐘。
- 搭乘臺北客運聯營公車793、231、藍31路線至大同街口站步行至公園約5分鐘。

## 場地租借費用
- 保證金5萬元/次。
- 水電費1500元/天。

## 附近設施
- 萬板大橋
- 永安公園
  - 永安活動中心
- 萬板櫻木花道
- 埤墘公園
- 雙十路
- 大同街
- 音樂公園
- 雙十金星住宅
  - 全家便利商店板橋雙十店
  - 永豐銀行江子翠分行
- 雙十珍寶大樓
- 風和樹住宅
- 海德公園住宅
- 耶林珍寶住宅
- 新北市板橋區莒光國民小學
- 板橋孚聖宮

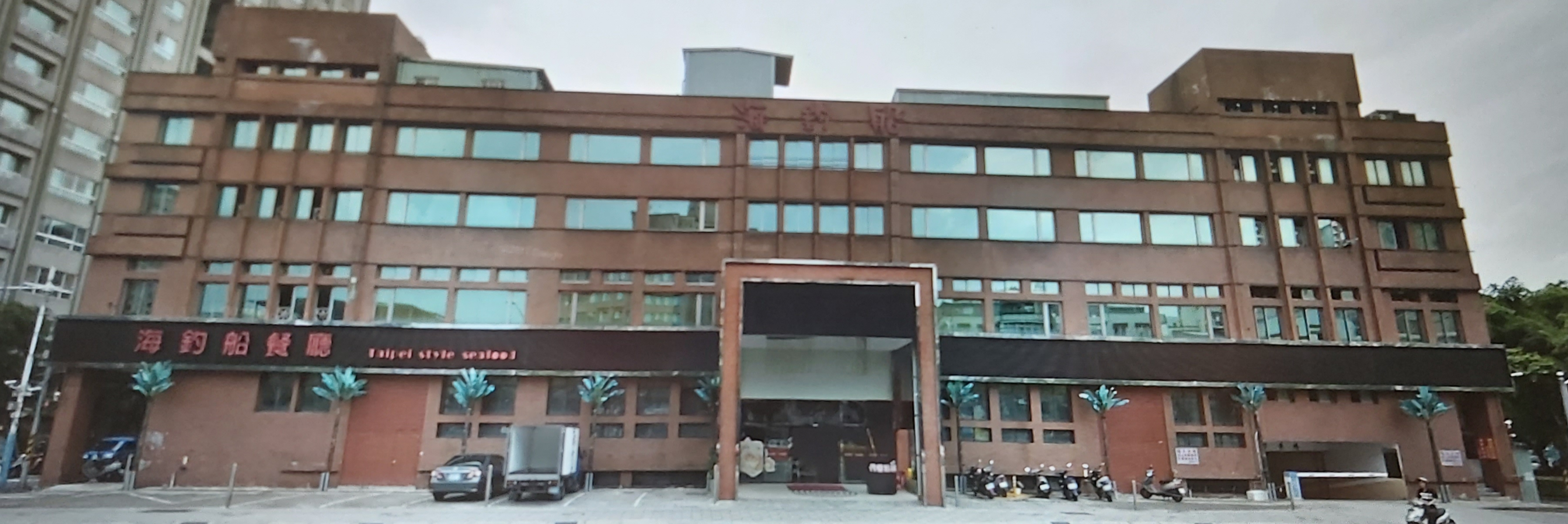
位於八德公園旁，前身為「莒光堡戲院」的「海釣船台菜海鮮餐廳」，位於莒光路167號，自2020年4月起變更為長照機構。

- 海釣船台菜海鮮餐廳（前身為莒光堡戲院，地下室為頂好超市。已永久歇業。）
- 莒光路
- 千禧園住宅
- 新北市政府消防局第一救災救護大隊
- 中華郵政板橋莒光郵局（板橋6支局）
- 藝術寶第住宅
- 統領世界華廈
- 雙十年華住宅（鄰永安公園）
- 沐夏會館住宅（鄰永安公園）
- 華翠大橋
- 公園雙星住宅
- E生活社區住宅
- 莒光雙喜臨門華廈
- 永福名廈華廈
- 吉祥花園廣場華廈
- 文化興住宅
- 公園新第華廈
- 中山公園
  - 埤墘福德宮
- 新田雙十路華廈
- 寶第花園大廈
- 爵士館住宅
- 家麒文化A+住宅
- 珍寶華廈
- 文化中國華廈
- 聯邦名人居華廈
- 雙十華廈
  - 遠傳電信板橋雙十直營門市
- 大潤發板橋雙十店
- 永福商辦
- 至善珍寶住宅
  - 新北市私立艾法薇爾幼兒園
- 大昌國際股份有限公司
- 台灣世家社區住宅
  - World Gym新北板橋雙十店
  - POYA寶雅板橋雙十店
- 永福商業大樓
  - 全國電子板橋雙十店
- 中華電信江翠服務中心
- 雙璽大樓
- 莊敬立體停車場（塔）
- 三輝都匯2部曲住宅
- 昇陽天廈
- 文化大地住宅
- 文化廣場大廈
- 三元有利大廈
- 新北市藝文中心
- 新北市立圖書館板橋江子翠分館
- 捷運江子翠站

## 腳註
1. ↑  .   [2021-09-22]. （原始内容存档于2021-01-04）.
2. ↑  .   [2021-09-22]. （原始内容存档于2020-08-10）.
3. ↑  .   [2021-09-22]. （原始内容存档于2018-03-23）.
4. ↑  《板橋八德公園再造有成 朱立倫盼成為市民休閒好去處》，指傳媒
5. ↑  .   [2021-09-22]. （原始内容存档于2021-11-22）.
6. ↑  .   [2021-09-22]. （原始内容存档于2022-01-18）.
7. ↑  榕樹下乘涼:保生大帝參拜巡禮 第二Ｏ三站:新北市板橋區保華宮